# Luật đặt tên ở Thụy Điển
Luật đặt tên ở Thụy Điển (tiếng Thụy Điển: lag om personnamn)
là một luật của Thụy Điển yêu cầu sự chấp thuận của cơ quan chính phủ đối với việc đặt tên cho trẻ em Thụy Điển. Cha mẹ phải gửi tên dự tính đặt cho con họ trong vòng ba tháng sau khi sinh. Luật hiện hành được ban hành vào năm 2017 để thay thế luật năm 1982. Cơ quan thuế Thụy Điển quản lý việc đăng ký tên ở Thụy Điển. Luật đã được sửa đổi kể từ khi ban hành ban đầu; vào năm 1983, cho phép một người đàn ông lấy tên của vợ hoặc bạn đời của mình cũng như cho một người phụ nữ lấy tên của chồng mình.
Luật năm 1982 quy định một phần: "Tên riêng sẽ không được chấp thuận nếu chúng có khả năng gây ra sự xúc phạm hoặc được cho rằng có thể gây khó chịu cho người sử dụng nó, hoặc những tên vì một lý do hiển nhiên nào đó không phù hợp làm tên riêng." (§ 34). Quy định này áp dụng cho cả khi cha mẹ đặt tên cho con cái và khi người lớn muốn thay đổi tên. Khi thay đổi tên, lần thay đổi đầu tiên là miễn phí miễn là vẫn giữ được ít nhất một trong các tên đã đặt khi khai sinh và việc thay đổi như vậy chỉ được phép thực hiện một lần cho mỗi người. Thay đổi tên khác yêu cầu thanh toán phí. Luật không quy định gì về việc đăng ký tên nào được sử dụng hàng ngày nhưng cơ quan thuế có thể đăng ký tên đó nếu được yêu cầu.

## Lịch sử
Luật pháp quốc gia thực sự đầu tiên về tên họ là Pháp lệnh Tên ngày 5 tháng 12 năm 1901, chủ yếu nhằm ngăn cản các gia đình không phải quý tộc đặt cho con cái họ những cái tên của gia đình quý tộc. Pháp lệnh đã được sửa đổi vào các năm 1919, 1920, 1921, 1922, 1931, 1946 và 1962. Tiếp theo là Đạo luật Tên năm 1963, có hiệu lực pháp luật đầy đủ vào ngày 1 tháng 1 năm 1964. Luật này tuân theo Đạo luật Tên năm 1982 (tiếng Thụy Điển: Namnlagen), có hiệu lực pháp lý đầy đủ vào ngày 1 tháng 1 năm 1983. Năm 2001, quốc hội Thụy Điển là Riksdag kêu gọi chính phủ hành động về luật đặt tên mới, nhưng không nhận được phản hồi tích cực nào. Vào ngày 21 tháng 12 năm 2009, chính phủ Thụy Điển đã chỉ định một ủy ban điều tra đặc biệt để đề xuất cách cấu thành luật đặt tên mới. Báo cáo cuối cùng của ủy ban đã được công bố vào tháng 5 năm 2013. Sau đó, sau một số phản đối quan liêu, Chính phủ Thụy Điển đã đề xuất một dự luật luật đặt tên cho Riksdag và đã được thông qua đề xuất, có hiệu lực đầy đủ và hợp pháp vào ngày 1 tháng 7 năm 2017.

## Những cái tên gây tranh cãi
Đã có một số tranh cãi xung quanh luật đặt tên của Thụy Điển kể từ khi chúng được ban hành. Bên cạnh những bình luận quan trọng trên báo chí, nhiều bậc cha mẹ đã cố gắng đặt cho con mình những cái tên khác thường.

### Brfxxccxxmnpcccclllmmnprxvclmnckssqlbb11116
Brfxxccxxmnpcccclllmmnprxvclmnckssqlbb11116, phát âm là [ˈǎlːbɪn] ("Albin") là tên đã từng dự định đặt cho một đứa trẻ Thụy Điển sinh năm 1991. Cha mẹ của đứa trẻ là Elisabeth Hallin và Lasse Diding đã đặt tên này cho con mình để phản đối một khoản tiền phạt theo luật đặt tên ở Thụy Điển.
Vì cha mẹ cậu bé đã không đăng ký được tên vào sinh nhật thứ năm của cậu bé, tòa án quận ở Halmstad, miền Nam Thụy Điển đã phạt họ 5.000 kronor (khoảng 740 USD vào thời điểm đó và tương đương $1.381 năm 2022). Nhằm phản ứng trước khoản tiền phạt, 2 người cha mẹ đã gửi một cái tên dài 43-ký tự vào tháng 5 năm 1996 và cho rằng đó là "một sự phát triển giàu tính tưởng tượng, có tính biểu hiện mà họ xem nó là một sự sáng tạo nghệ thuật". Họ đã đề nghị cần hiểu cái tên này theo tinh thần 'pataphysics. Tòa án đã từ chối tên này và vẫn duy trì tiền phạt.
Gia đình sau đó đã cố gắng thay đổi cách viết của tên thành A (cũng được phát âm là [ˈǎlːbɪn]). Một lần nữa, tòa án không chấp nhận tên này, lần này là vì lệnh cấm đặt tên một ký tự.
Cậu bé này được gọi là Albin Hallin, và tên cậu là Albin Gustaf Tarzan Hallin; trong tấm hộ chiếu đầu tiên của mình, tên của cậu được ghi "Icke namngivet gossebarn", nghĩa là "cậu bé chưa có tên".

### Metallica
Năm 2007, Michael và Karolina Tomaro đấu tranh để cho con gái của họ được đặt tên là "Metallica" theo tên của một ban nhạc. Các quan chức thuế xác định rằng cái tên này là "không phù hợp" nhưng Tòa án Hành chính Quận Göteborg đã ra phán quyết vào tháng 3 năm 2007 rằng không có lý do gì để chặn tên này và còn cho biết thêm rằng có một phụ nữ Thụy Điển đã sử dụng tên đệm là Metallica. Các quan chức thuế không đồng ý với quyết định này và từ chối cấp hộ chiếu cho con gái của họ nhưng sau đó đã nhanh chóng rút lại ý kiến phản đối.
Các bình luận vào thời điểm đó lưu ý rằng cái tên "Google" trước đó được cho là vẫn còn được chấp nhận vào năm 2005 khi Elias và Carol Kai đặt tên cho con của họ là "Oliver Google Kai".

### Allah
Năm 2009, Cơ quan Thuế Thụy Điển từ chối cho phép một cặp vợ chồng đặt tên cho con trai họ là "Allah". Cơ sở của quyết định là cái tên này có thể bị coi là phản cảm vì lý do tôn giáo và một số người có thể bị coi là xúc phạm với một cái tên như vậy.
Tính đến ngày 31 tháng 12 năm 2018, 245 người sống ở Thụy Điển có Allah trong tên (hoặc tên đệm) và 3 người ở Thụy Điển có Allah là họ.